# Tres sonates per a violí i piano (Schumann)
Les tres Sonates per a violí i piano de Robert Schumann foren compostes entre el 1851, i el 1853, totes en un període molt breu de composició. Formen part de les obres més importants tant a nivell cambrístic com a nivell general del compositor germànic, i estan generalment considerades dins de les obres més reconegudes per a Violí i Piano del panorama de la música clàssica. Les tres sonates foren compostes els últims anys de la vida de Schumann, essent la tercera probablement una de les seves darreres obres.

## Sonata per a Violí i Piano núm. 1
La Sonata per a Violí i Piano núm. 1 en la menor, op. 105 de Robert Schumann fou composta durant la setmana del 12 al 16 de setembre de 1851. Segons pròpies paraules del compositor, no va quedar satisfet de la seva obra, fet que el va portar a compondre la segona Sonata per a Violí i Piano, de la qual n'esperava un millor resultat. Aquest any és també el de l'estrena d'obres tan importants com la nova orquestració de la Quarta Simfonia, el Tercer Trio per a Piano, Violí i violoncel, l'oratori Der Rose Pilgerfahrt, i dos de les seves obertures, com Julius Caesar, o Hermann und Dorothea.
L'estrena oficial fou a càrrec de Clara Schumann i Ferdinand David el Març del 1852, després de comptar inicialment amb el jove violinista de Leipzig Wilhelm Joseph von Wasielewski.
La sonata consta de tres moviments:
1. Mit leidenschaftlichem Ausdruck (amb expressió apassionada)

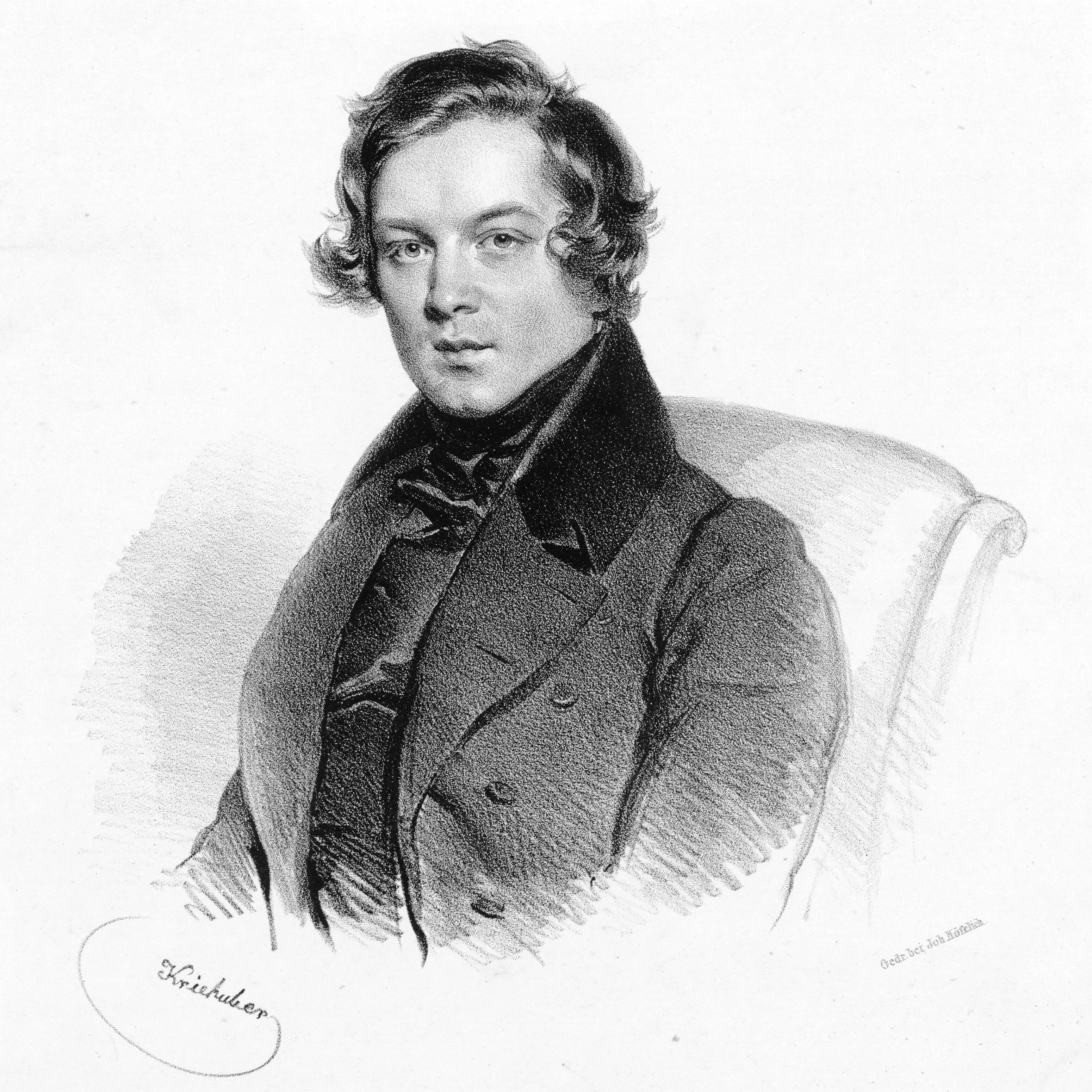
Robert Schumann, 1839.

2. Allegretto
3. Lebhaft (Animat)

## Sonata per a Violí i Piano núm. 2

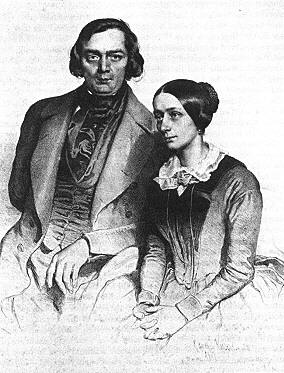
Robert i Clara Schumann, 1847.

La Sonata per a Violí i Piano núm. 2 en Re menor op. 121 fou completada el Novembre de 1851, tan sols dos mesos més tard que la primera, i fou dedicada al prestigiós violinista Ferdinand David. Posteriorment, el 29 d'octubre de 1853, tingué lloc l'estrena oficial, de la mà de Clara Schumann i Joseph Joachim, concert que fou un punt d'inici a la seva llarga col·laboració musical. 
La Sonata no.2 consta de quatre moviments:
1. Ziemlich langsam (Bastant lent) - lebhaft (Viu)
2. Sehr lebhaft (Molt animat)
3. Leise, einfach (Tranquil, fàcil)
4. Bewegt (Mogut)

La segona Sonata de violí fou composta molt ràpidament; Schumann va començar la peça el 26 d'octubre de 1851 i la va acabar el 2 de novembre. Fou el resultat de la insatisfacció del compositor germànic amb la seva primera Sonata, el que portà a Schumann a fer immeditament una nova composició dins del mateix gènere:
| « | No m'agradava la primera sonata de violí, així que vaig escriure la segona, la qual espero que estigui millor. | » |

## Sonata per a Violí i Piano núm. 3
La Sonata per a Violí i Piano núm. 3 en La menor WoO27 fou completada a l'octubre de 1853, si bé només pogué ser publicada l'any 1956, a causa entre altres motius de la seva complexa història de composició.
La Sonata no.3 consta de quatre moviments:
1. Ziemlich langsam (Bastant lent)- Lebhaft (Viu)
2. Scherzo
3. Intermezzo
4. Finale

A la tardor de 1853, Robert i Clara Schumann reben la visita del jove Johannes Brahms (el qual els impressiona)  per la recomanació del seu amic i gran violinista Joseph Joachim, el qual arriba setmana després a casa dels Schumann. La seva arribada suggereix a Robert Schumann la idea de compondre una Sonata per a Violí i Piano en col·laboració a dos altres compositors: el mateix Brahms, i un deixeble d'en Robert, Albert Drietich. Tal composició es diria portaria les inicials “FAE” (“frei aber einsam”, lliure però solitari), molt probablement en honor del propi Joachim, al qual li correspondria a la seva arribada interpretar-la, i adivinar qui havia escrit cada moviment. Joachim interpretà tal sonata el vespre del 28 d'octubre de 1853, amb Clara Schumann al piano, en una vesprada on també hi foren Bettina von Arnim, i la seva filla Gisela.
Drietich era l'autor del primer moviment, Schumann del segon moviment i del quart, i Brahms del tercer.
Uns dies després, el propi Schumann afegeix dos moviments més als altres dos que ja havia compost ell, per finalitzar el que avui es coneix com la seva tercera Sonata per a Violí i Piano. En primer moment, la obra va entusiasmar tant a la seva dona com a Joachim i a Brahms, i no fou fins al cap de molt temps que la pròpia Clara intentà eliminar tal obra, fruit d'associar-la amb la bogeria del seu marit. De fet, va destruir les Romances per a Violoncel (compostes al 1853), i molt probablement, la copia neta del primer i segon moviment de la Sonata no.3 per a Violí i Piano. No obstant, ja que aquests moviments havien format part en un inici de la Sonata “FAE”, la seva difusió ja era suficientment important com perquè no pogués borrar-ne totes les còpies. D'altra banda, tampoc tenim accés a les còpies netes dels dos darrers moviments (probablement eliminats per Clara), si bé gràcies a haver pogut trobar els seus corresponents esbossos complets, va poder sortir finalment a la llum una edició de la Sonata l'any 1956.
Finalment, cal dir que sorgeix un problema a l'hora de plantejar l'ordre dels moviments, ja que dels dos manuscrits als quals s'ha pogut tenir accés, l'ordre varia en cada cas. No obstant, finalment es va estandarditzar l'ordre actual: els dos moviments ja presents en la Sonata “FAE”, seguits de l'Intermezzo ("Bewegt, Doch Nicht zu Schnell") i el Finale ("Markiertes, Ziemlich Lebhaftes Tempo").

## Interpretacions
- Sonata no.1, interpretació de Clara-Jumi Kang. (Consulta feta el gener del 2018)
- Sonata no.2, interpretació de Gidon Kremer i Martha Argerich (Consulta feta el gener del 2018)
- Sonata no.3, interpretació d'Ara Malikian (Consulta feta el gener del 2018)